# 夏家三千金
《夏家三千金》，台湾剧名《把爱抢回来》，是一部2011年首播的中国大陆以及三立都會台的偶像剧（正式播出时分上下两部，下部名为《爱情真善美》），翻拍自2009年开播的台湾长篇乡土剧《天下父母心》。该剧由上海辛迪加影视有限公司和上海梦田文化传播有限公司联合出品。。
本剧于2010年6月5日在厦门正式开机，至8月3日转场北京取景拍摄，10月5日全剧杀青关机。2011年1月22日，本剧在安徽卫视黄金档全国首播，随后有十余家卫视在白天或晚间时段二轮热播，又于2012年8月27日登陆中央电视台电视剧频道（CCTV-8）下午档播出。
该剧与《爱情睡醒了》、《爱情回来了》同由辛迪加影视制作，三剧合称“爱情三部曲系列”。

## 故事大綱
夏正松的三个女儿和兩个男人的情感纠葛。一个是时髦高傲的千金小姐夏友善（戚薇 飾），义无反顾地爱上了年轻有为的青年建筑师鍾浩天（陳楚河 飾），却不料因对方平凡无奇的女友而屡屡受挫；一个是善良孝顺的乖女儿楊真真（張檬 飾）为陪伴单亲妈妈吃尽苦头，却竟是房地产公司老总“流落民间”的亲骨肉自此被迫与名正言顺的千金小姐展开一场亲情和爱情的争夺战；一个是活泼大条的纯真女孩夏天美（唐嫣 飾），像火一样热情，却遇到了像冰一样严肃的男子-嚴格（邱澤 飾），于是演绎出一段欢喜冤家啼笑皆非的爱情故事……

## 播出時間
以下時間以當地時間（UTC+8）為準
| 片名                   | 頻道       | 所在地   | 播放日期       | 播出時間 |
| ---------------------- | ---------- | -------- | -------------- | --- |
| 夏家三千金I、II        | 安徽衛視   | 中国大陆 | 2011年1月22日  | 第一剧场每日晚上19:30播出，於3月4日播毕。 2月1日因播出《盛世欢歌——安徽卫视2011年春节联欢晚会》停播一天。                                                         |
| 夏家三千金、爱情真善美 | 深圳衛視   | 中国大陆 | 2011年4月10日  | 下午剧场时段播出。 |
| 夏家三千金、爱情真善美 | 青海衛視   | 中国大陆 | 2011年4月17日  | 花儿剧场每日晚上19:30分播出。 |
| 夏家三千金、爱情真善美 | 云南衛視   | 中国大陆 | 2011年4月19日  | 每日晚上19:30分播出。 |
| 夏家三千金、爱情真善美 | 东方衛視   | 中国大陆 | 2011年4月25日  | 每日下午三集连播。 |
| 夏家三千金、爱情真善美 | 四川衛視   | 中国大陆 | 2011年5月12日  | 下午剧场时段播出。 |
| 夏家三千金、爱情真善美 | 天津衛視   | 中国大陆 | 2011年5月17日  | 下午剧场时段播出。 |
| 夏家三千金、爱情真善美 | 江西衛視   | 中国大陆 | 2011年6月22日  | 每晚23:00两集连播。 |
| 夏家三千金、爱情真善美 | 辽宁衛視   | 中国大陆 | 2011年8月16日  | 每日上午四集连播。 |
| 夏家三千金、爱情真善美 | 山东衛視   | 中国大陆 | 2011年11月22日 | 下午剧场时段播出。 |
| 夏家三千金、爱情真善美 | 黑龙江衛視 | 中国大陆 | 2011年10月1日  | 日间时段8:00-18:00，11集连播。 |
| 夏家三千金、爱情真善美 | CCTV-8     | 中国大陆 | 2012年8月27日  | 下午剧场时段播出。 |
| 夏家三千金、爱情真善美 | 陕西卫视   | 中国大陆 | 2013年7月16日  | 下午剧场时段播出。 |
| 把愛搶回來             | 三立都會台 | 臺灣     | 2011年5月19日  | 每週一～週五20:00播出，於2012年2月4日播畢。 - 6月12日起，改為每週日16:00~18:00 - 9月17日起，改為每週六～週日17:00~18:00 - 2012年1月21日起，改為每週六17:00~18:00 |

## 演员陣容

### 夏家（幸福地产）[11]
| 演員   | 角色          | 对应原版角色         | 中國配音 | 台灣配音 | 暱稱/關係/職業 |
| 黄文豪 | 夏正松        | 蔡茂松 （廖峻 飾）   | 商虹     | 魏伯勤   | 幸福地产之董事长 于靓之夫、楊柳舊情人 夏友善之養父/姑父 楊真真、夏天美之父 鍾皓天、華森、嚴格之岳父 鍾皓安之非亲外祖父 |
| 郑卫莉 | 靓            | 王明珠 （劉美玲 飾） | 李世榮   | 林美秀   | 夏正松之妻 楊柳好姐妹、前情敵 夏天美之母、夏友善養母/姑母 楊真真之繼母 鍾皓安之繼祖母 皓天、華森、嚴格之岳母 成威之姐 |
| 張檬   | 夏真真 楊真真 | 詳見鍾家             | 詳見鍾家 | 詳見鍾家 | 詳見鍾家 |
| 戚薇   | 夏友善 友善   | 蔡有美 （連靜雯 飾） | 季冠霖   | 魏晶琦   | 夏家二千金 夏正松、于靓之养女 于成威之親生女兒 杨真真之養妹、夏天美之養姐 鍾皓安之養母後為阿姨 曾单恋钟皓天，一度傷害楊真真，後來洗心革面，為華森之妻 曾駕車殺害夏真真，後令她失明原創《天下父母心》中為王富貴與高艷紅（苗可麗 飾）之女，與陳志輝結婚並育有一子永康 |
| 唐嫣   | 夏天美        | 蔡有慧 （李燕 飾）   | 乔诗语   | 傅其慧   | 夏家三千金 夏正松、于靓之幼女 夏真真同父异母之妹 夏友善之名义上的妹妹 于成威之侄女 嚴格之妻 萧尧、嚴立恒之前女友 |
| 孫夢泉 | 菊媽          | －                   | 刘芊含   | 魏晶琦   | 夏家保姆 非常疼愛友善、天美後來也疼真真 |
| 李東霖 | 成威          | 王富貴               | 张伟     | 李世揚   | 靓之弟 友善之父 華森岳父、鍾皓天前岳父 天美舅舅、真真名義上舅舅 當初因無力撫養友善而讓姊姊和姊夫領養友善後來相認 目前因綁架真真而被關入監獄裡 |

### 严家（层峰建设，万年建设）[11]
| 演員   | 角色   | 对应原版角色         | 中國配音 | 台灣配音 | 暱稱/關係/職業 |
| 常汝言 | 张秀年 | 張秀枝 （王滿嬌 飾） | 廖菁     | 魏晶琦   | 严民中之母 胡莲生之婆婆 严格、严立恒之祖母 层峰建设之董事长                                                                             |
| 王建新 | 严民中 | 李民中 （伊正 飾）   | 周野芒   |          | 张秀年之子 胡莲生之夫 严格、严立恒之父 万年建设之董事长                                                                                 |
| 杨洁玫 | 胡莲生 | 方麗君 （丁國琳 飾） | 廖菁     | 傅其慧   | 严民中之妻 严立恒之母 张秀年之媳妇 |
| 邱泽   | 严格   | 李文龙 （陳冠霖 飾） | 边江     | 魏伯勤   | 小嚴(秀年和曉菁對嚴格的稱呼) 张秀年之孙 严民中之子 严立恒同父异母之兄 与夏天美相恋 层峰建设之总经理 孫曉菁之前未婚夫 天美之夫、夏家女婿 |
| 徐正曦 | 严立恒 | 李英杰 （林佑星 飾） | 阿杰     | 李世揚   | 张秀年之孙 严民中、胡莲生之子 严格同父异母之弟 夏天美之前男朋友 厨师，万年建设之总经理，餐厅的老板                                      |

### 鍾家[11]
| 演員   | 角色          | 对应原版角色         | 中國配音 | 台灣配音 | 暱稱/關係/職業 |
| 徐美玲 | 周淑媚        | 吴美云 （林珮君 飾） | 金雁     | 馮美麗   | 钟皓天之母 嫌贫爱富 |
| 陳楚河 | 钟皓天        | 陈志辉 （劉至翰 飾） | 陈浩     | 何志威   | 周淑媚之子 楊真真之夫、夏友善之前男友 鍾浩瑋親生父親、鍾安安養父 鍾家獨子、夏家女婿原創《天下父母心》中與蔡有美育有一子陳永康後出獄時已悔改並與蔡有美複合                                              |
| 张檬   | 楊真真 夏真真 | 黄蕾蕾 （韓瑜 飾）   | 邱秋     | 林美秀   | 夏正松和楊柳的私生女，於第62集知悉 與皓天離婚後又復婚 夏友善之天敵，後和好 原先因被夏友善駕車殺害而導致車禍而失明，後來因華森而治好 在友善和皓天的婚禮中搗亂原創《天下父母心》中與楊家豪育有一女黃依依 |

### 杨家（鸡肉饭店）[11]
| 演員   | 角色          | 对应原版角色         | 中國配音 | 台灣配音 | 暱稱/關係/職業 |
| 刘瑞琪 | 杨柳          | 黄招弟 （方文琳 飾） | 廖菁     |          | 杨真真之母 夏正松之旧情人 秀鸾、于靓之挚友 鸡肉饭店之老板娘 (已過世)原創《天下父母心》中為一個苦命的女人，年輕時因家境清寒而踏入風塵原以為蔡茂松是自己的珍愛殊不知其實他已有妻小在離開蔡茂松時才發現已懷孕，後遇到一名廚師傳授她一技之長，她也靠這一技之長獨自扶養蕾蕾 |
| 张檬   | 杨真真 夏真真 | 詳見鍾家             | 詳見鍾家 | 詳見鍾家 | 詳見鍾家 |

### 華家[11]
| 演員   | 角色        | 对应原版角色                                                   | 中國配音 | 台灣配音 | 暱稱/關係/職業 |
| 張丹峰 | 華森        | 楊家豪 （王耿豪 飾） 江大同 （黃玉榮 飾） 陳志輝 （劉至翰 飾） | 王凯     | 李世揚   | 友善之夫 是幫助真真走出陰霾的心理醫生 楊真真之前喜歡的對象 在幫助真真之時愛上了友善，最後和友善結婚。原創《天下父母心》中楊家豪意外救到蕾蕾，後帶著蕾蕾與依依去美國定居 江大同喜歡有美，也在當時兩人差點結為夫妻 中陳志輝悔改復合，最後有美過世，單獨養大永康 |
| 戚薇   | 夏友善 友善 | 詳見夏家                                                       | 詳見夏家 | 詳見夏家 | 詳見夏家 |

### 田家[11]
| 演員   | 角色   | 对应原版角色         | 中國配音 | 台灣配音 | 暱稱/關係/職業 |
| 边原   | 田昊   | 沈文庆 （丁力祺 飾） | 杨波     | 魏伯勤   | 孫曉菁的秘密情人、丈夫 要孫曉菁無論從嚴家拿到多少錢都要跟自己離開去美國結婚 最後因為在曉菁的勸說下投降                                                                                        |
| 郑罗茜 | 孙晓菁 | 孙晓菁 （葉全真 飾） | 张艾     | 魏晶琦   | 嚴格前未婚妻、田昊之妻，因童年被虐導致性格偏差，個性激進，欲達目的不擇手段 害嚴格奶奶中風的兇手 最後染上不治之症 全劇唯一一位與原版同名同姓的角色原創《天下父母心》中最後謊言成真得到血癌而死 |

### 其他演員[11]
| 演員   | 角色   | 对应原版角色         | 中國配音       | 暱稱/關係/職業                                                       |
| 冯绍峰 | 郑云海 | －                   | 商虹           | 建築師                                                               |
| 曹艳艳 | 秀鸾   | 赵丽软 （錦雯 飾）   | 李世榮         | 杨真真妈妈的好姐妹，后认杨真真为女儿                                 |
| 王翔   | 萧尧   | Timmy （陳熙峰 飾）  | 张磊           | 夏天美的前男友，是个骗子                                             |
| 李世鹏 | 小陈   | 周功成 （何冠穎 飾） | 姜广涛         | 严格助理原創《天下父母心》中與劉春燕為一對歡喜冤家                   |
| 孙梦泉 | 菊妈   | －                   | 刘芊含         | 夏家的保姆                                                           |
| 李东霖 | 成威   | 王富貴 （王豪 飾）   | 张伟           | 夏友善的亲生爸爸                                                     |
| 周子茵 | 亮亮   | 刘春燕 （林可唯 飾） | 刘芊含         | 张秀年助理，孙晓菁的好姐妹原創《天下父母心》中與周功成為一對歡喜冤家 |
| 张晓琦 | 小梁   | 劉天福 （李㼈 飾）   | 姜广涛(部分)   | 夏正松助理                                                           |
| 徐悦   | 简爱   | －                   | 张艾；李世榮   | 层峰职员                                                             |
| 王岗   | 李董   | －                   | 商虹           | 董事長                                                               |
| -      | 中信   | －                   | 姜广涛         | 医生，立恒好友                                                       |
| 吕文胜 | Jerry  | －                   | -              |                                                                      |
| 曲艳   | 朱妈   | －                   | -              |                                                                      |
| 张野   | 牛哥   | －                   | -              |                                                                      |
| 张启红 | 骰子   | －                   | -              |                                                                      |
| -      | 高明   | －                   | 张伟           | 张秀年的朋友                                                         |
| 沈彦廷 | 严格   | －                   | -              | 童年严格                                                             |
| 吴闵倩 | 夏友善 | －                   | -              | 童年夏友善                                                           |
| 何泓   | 鍾皓天 | －                   | 李世榮；乔诗语 | 童年鍾皓天                                                           |
| 于思睿 | 孫晓菁 | －                   | -              | 童年孫晓菁                                                           |

## 電視劇歌曲[12]
| 曲序 | 曲目                   |          | 作曲   | 演唱                           |
| ---- | ---------------------- | -------- | ------ | ------------------------------ |
| 1.   | 你畫的彩虹（片頭曲）   | 姜洋可可 | 刘大江 | 姜洋                           |
| 2.   | 太過愛你（片尾曲）     |          |        | 戚薇                           |
| 3.   | 後知後覺（插曲）       |          |        | 姜洋                           |
| 4.   | 一个人的街头（插曲）   |          |        | 姜洋                           |
| 5.   | 分开不一定分手（插曲） | 林怡鳳   |        | 山野                           |
| 6.   | 甜蜜的伤口（插曲）     |          |        | 山野                           |
| 7.   | 差不多（插曲）         |          |        | 山野                           |
| 8.   | 不弃不离（插曲）       |          |        | 丁于                           |
| 9.   | 不让你哭（插曲）       |          |        | 丁于                           |
| 10.  | 太完美（插曲）         |          |        | 小文                           |
| 11.  | 解回忆的毒（插曲）     |          |        | 肖飞                           |
| 12.  | 我曾爱过的女孩（插曲） |          |        | 李易峰                         |
| 13.  | 上上签（插曲）         |          |        | 斯琴高丽                       |
| 14.  | 怎么会（插曲）         |          |        | 顾晓宇                         |
| 15.  | 你说（插曲）           |          |        | 胡雯                           |
| 16.  | 当爱还没说出口（插曲） |          |        | 宇桐非                         |
| 17.  | 妈妈听我说（插曲）     |          |        | 吕雯                           |
| 18.  | 放开吧（插曲）         |          |        | 吕雯                           |
| 19.  | 残忍的借口（插曲）     |          |        | 吕雯                           |
| 20.  | 谈谈情说说爱（插曲）   |          |        | 唐嫣、張檬、戚薇、邱澤、陳楚河 |
| 21.  | 三个人（插曲）         |          |        | 唐嫣、張檬、戚薇、邱澤、陳楚河 |

## 收视率

### 夏家三千金(上部)收视率[13][14]
| 播放日期 | 集数   | 平均收视率 | 收视排名 |
| -------- | ------ | ---------- | -------- |
| 1月21日  | 首映礼 | 0.73       | 3        |
| 1月22日  | 1-2    | 0.82       | 3        |
| 1月23日  | 3-4    | 0.86       | 2        |
| 1月24日  | 5-6    | 0.75       | 4        |
| 1月25日  | 7-8    | 0.74       |          |
| 1月26日  | 9-10   | 0.9        |          |
| 1月27日  | 11-12  | 0.867      | 2        |
| 2月9日   | 35-36  | 1.08       | 2        |
| 2月10日  | 37-38  | 1.146      | 1        |
| 2月11日  | 39-40  | 1.17       | 1        |

- 同时段收视高于本剧的电视剧或节目：湖南卫视《快乐大本营》等、江苏卫视《欢喜婆婆俏媳妇》、北京卫视《你是我兄弟》

### 爱情真善美(下部)收视率
| 中国 安徽卫视 首播收视率 （CSM27） |               |        |          |           |
| 集數                               | 播出日期      | 收视率 | 收视份额 | 排名      |
| 1-2                                | 2011年2月12日 | 1.10   |          | 3         |
| 3-4                                | 2011年2月13日 | 1.10   |          | 3         |
| 5-6                                | 2011年2月14日 | 1.02   |          | 1         |
| 7-8                                | 2011年2月15日 | 1.13   |          | 1         |
| 9-10                               | 2011年2月16日 | 1.18   |          | 2         |
| 11-12                              | 2011年2月17日 | 1.19   |          | 2         |
| 13-14                              | 2011年2月18日 | 1.36   |          | 1         |
| 15-16                              | 2011年2月19日 | 1.35   |          | 2         |
| 17-18                              | 2011年2月20日 | 1.35   |          | 1         |
| 19-20                              | 2011年2月21日 | 1.43   |          | 1         |
| 21-22                              | 2011年2月22日 | 1.69   |          | 1         |
| 23-24                              | 2011年2月23日 | 1.65   |          | 1         |
| 25-26                              | 2011年2月24日 | 1.61   |          | 1         |
| 27-28                              | 2011年2月25日 | 1.88   |          | 1         |
| 29-30                              | 2011年2月26日 | 1.95   |          | 2         |
| 31-32                              | 2011年2月27日 | 2.13   |          | 1         |
| 33-34                              | 2011年2月28日 | 1.97   |          | 1         |
| 35-36                              | 2011年3月1日  | 1.90   |          | 1         |
| 37-38                              | 2011年3月2日  | 1.87   |          | 1         |
| 39-40                              | 2011年3月3日  | 1.92   |          | 1         |
|                                    |               | 1.71   |          | 6(全年排) |

1. 同时段或交叉时段主要节目：
  - 湖南卫视《快乐大本营》/《元宵喜乐会》
  - 江苏卫视《欢喜婆婆俏媳妇》
  - 北京卫视《你是我兄弟》
2. 收视率调查对象为CSM27城市网，排名对象为中国省级卫星电视频道 。
3. 资料来源：索福瑞媒介研究

## 制作人员
- 导演：沈怡
- 副导演（助理）：邢静、顾长富
- 编剧：葉鳳英
- 摄影：朱思群、李军
- 配音导演：廖菁、张伟
- 场记：张晓琦、陈雪

## 奬项
- 2011国剧盛典获2011年度最佳长剧奖[15]

## 大陸版《天下父母心》
- 本劇是以臺灣戲劇《天下父母心》為藍本改編而成之電視劇。原版“天”劇為臺語發音，後中國大陸將其翻拍，因此本劇可謂國語版的《天下父母心》。[16]

剧情争议,虽然《夏家三千金》是根据台湾原版電視劇《天下父母心》翻拍的，其中剧情与人物设定也雷同，但两者之间存在差异。除此之外，一些剧情是台版有，而中版没有翻拍的剧情：

- 『天下父母心』剧中，李英杰（林佑星饰演）当了蔡有慧（李燕饰演）的备胎的时候，也为了让李文龙（陈冠霖饰演）吃醋，后由于有慧和文龙在一起后，曾和陈志玲（陈珮骐饰演）和叶天亿（林韦君饰演）在一起，并且和志玲育有一女：也曾和叶天亿育有一个胎儿后被堕掉：在『夏家三千金』里，严立恒（徐正曦饰演）和夏天美（唐嫣饰演）分开了以后，才与严格(邱泽饰演)，并且保持单身也没有任何其他女友。这表示『夏家』编剧不够用心，将『天下父母心』的角色，陈志玲和叶天亿给健忘了。

- 『天下父母心』剧中，叶天亿才登场时有遇见陈志玲与黄蕾蕾（韓瑜饰演）的争执，出面停止双方打架，后志玲精神失控带着蕾蕾下游泳池，志玲被带上来后，才脚抽筋掉入水里，叶天忆就下水『英雄救美』蕾蕾，后与她为友。而且还拥有了五角恋（志玲，蕾蕾，叶天亿，楊家豪/Jason（王耿豪饰演），潘正弘（宋達民饰演）之间。这表示『夏家』编剧不够用心，将很多细节也忘了。

## 電視节目变迁
| 中国大陆 安徽卫视 19:31-21:20                       | 中国大陆 安徽卫视 19:31-21:20                                                            | 中国大陆 安徽卫视 19:31-21:20 |
| --------------------------------------------------- | ---------------------------------------------------------------------------------------- | ----------------------------- |
|                                                     | 夏家三千金 （2011年1月22日 - 2011年2月11日） 爱情真善美 （2011年2月12日 - 2011年3月4日） |                               |
| 老马家的幸福往事 （2010年12月27日 - 2011年1月21日） | 把愛搶回來 （2011年3月5日 - 2011年3月20日）                                              |                               |

| 中華民國 三立都會台 每週一至週五 20:00-21:00                                                          | 中華民國 三立都會台 每週一至週五 20:00-21:00  | 中華民國 三立都會台 每週一至週五 20:00-21:00 |
| --- | --------------------------------------------- | -------------------------------------------- |
| | 把愛搶回來 （2011年5月19日 - 2011年6月3日）   |                                              |
| 犀利人妻 （2011年3月31日 - 2011年5月18日）                                                            | 偷心大聖PS男 （2011年6月6日 - 2011年7月22日） |                                              |
| 每週日16:00-18:00 2011年9月17日起，改為每週六、日17:00-18:00 2012年1月21日起，縮短為每週六17:00-18:00 |                                               |                                              |
| 冒險王（16:00-17:00） 在中國的故事（17:00-18:00）                                                     | 把愛搶回來 （2011年6月12日 - 2012年2月4日）   | 型男大主廚（重播）                           |